# 10TP
PZInż 10TP – prototyp polskiego czołgu pościgowego (kołowo-gąsienicowego), zbudowanego przed II wojną światową.

## Rys historyczny
Zespół konstrukcyjny, pod kierownictwem szefa Wydziału Projektów i Konstrukcji Biura Badań Technicznych Broni Pancernych mjr. Rudolfa Gundlacha, 10 marca 1935 r. przystąpił do prac nad projektem czołgu kołowo-gąsiennicowego nazywanego również czołgiem pościgowym. W skład zespołu weszli: inżynierowie Jan Łapuszewski, Stefan Ołdakowski, Mieczysław Staszewski, Kazimierz Hejnowicz oraz technolog Jerzy Napiórkowski. W 1936, pomimo nie ukończenia prac projektowych, został on włączony do perspektywistycznego planu budowy polskiej broni pancernej. 
W porównaniu do 7TP w nowej konstrukcji wprowadzono istotne zmiany. Poszerzeniu uległ kadłub, co umożliwiło ulokowanie strzelca karabinu maszynowego obok kierowcy. Opracowano nowe, szersze gąsienice, które pozwoliły na zmniejszenie nacisku na podłoże a tym samym sprawniejsze poruszanie po bezdrożach. W czołgu tym zastosowano wieżę Boforsa i silnik American LaFrance o mocy katalogowej 240 KM (w istocie podczas badań na hamowni BBT osiągnął on jedynie około 210 KM). 
Prototyp czołgu został zbudowany w 1937 w Warsztatach Doświadczalnych BBT BP w Ursusie. Pierwsze próby rozpoczęto w czerwcu tego samego roku. Zebrane doświadczenia posłużyły do wprowadzania istotnych zmian w konstrukcji, prace te trwały do czerwca 1938. 16 sierpnia 1938 przystąpiono do prób poprawionego czołgu. Trwały do końca września, po ich zakończeniu czołg trafił do Warsztatów Doświadczalnych celem wprowadzenia zmian konstrukcyjnych. Problemem była duża usterkowość konstrukcji, paliwożerność silnika, problemy z kierowaniem pojazdem oraz brak w jego wnętrzu wystarczającego miejsca na amunicję. 

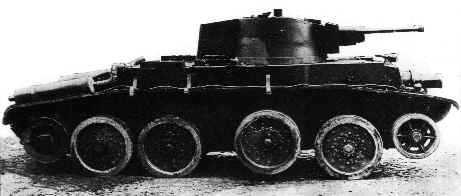
10TP bez gąsienic

Prace modernizacyjne prowadzono do początku 1939. 16 stycznia przeprowadzono próbną jazdę na trasie Warszawa–Łowicz, a w dniach 22–25 kwietnia czołg pokonał trasę Warszawa–Białystok–Grodno–Wielka Brzostowica–Waliły–Białystok–Warszawa. Po zakończeniu tego rajdu czołg skierowano na badania mające określić stopień zużycia podzespołów. Prace zakończono w maju 1939 i czołg został zaprezentowany przedstawicielom najwyższych władz wojskowych. 
Z uwagi na napotkane problemy techniczne i brak odpowiedniego silnika, projekt został anulowany na korzyść 14TP. Czołg został zniszczony we wrześniu 1939 roku, prawdopodobnie w wyniku walk z Niemcami.